# ایچیجو تروکو
ایچیجو تروکو (به ژاپنی: 一条 輝子 いちじょう てるこ)، تولد روز ۱۶ سپتامبر ۱۸۴۳، تمپو ۱۴) - مرگ ۳۰ ژوئیه ۱۸۸۰ (۱۳ میجی) زنی بود که در اواخر دوره ادو زندگی می‌کرد. او با توکوگاوا یوشینوبو، پانزدهمین شوگون از شوگون‌سالاری ادو (که بعداً لغو شد) نامزد بود. نام کودکی او چیو-کیمی بود. نام‌های دیگر او تروهیمه و تروهیمه بودند.
پدر او دایگو تادانوری بود. پدرخوانده او ایچیجو تاداکا بود. خواهران ناتنی او شامل ایچیجو میکاکو بعد از به هم خوردن نامزدی با او، سی‌شیتسو، همسر اصلی توکوگاوا یوشینوبو، و امپراتریس شوکن، همسر اصلی امپراتور میجی بودند.

## ابتلا به آبله و لغو نامزدی ایچیجو تروکو
یوشینوبو ۱۲ سال داشت و تروکو تنها ۶ سال. پنج سال بعد، درست زمانی که تروکو در شرف ازدواج بود، به آبله مبتلا شد. اگرچه بهبود یافت، اما جای زخم‌هایی روی صورتش باقی ماند، بنابراین پدرخوانده‌اش، تاداکا، از ازدواج تروکو با خانوادهٔ هیتوتسوباشی منصرف شد. در عوض، دختری که به سرعت برای ازدواج با یوشینوبو انتخاب شد، دختر ایماده‌گاوا کینهیسا ja:今出川公久 به نام ایچیجو میکاکو، بود که توسط ایچیجو تاداکا به فرزندی پذیرفته شده بود (به‌طور دقیق، نام او در آن زمان شوکو بود). ایچیجو تروکو که در ابتدا قرار بود ازدواج کند، از نحوه برخورد پدرخوانده‌اش و خاندان هیتوتسوباشی توکوگاوا بسیار ناراحت بود.
او بعداً همسر زنکی، کاهن ارشد معبد گوستسو-جی، یک معبد شینشو ایزوموجی در ولایت اچیزن شد. او در سال ۱۸۸۰ (۱۳دوره میجی ) درگذشت. هنگام مرگ ۳۸ سال داشت.

## تراژدی تروکو
به گفته هاچیسوکا توشیکو، نوهٔ توکوگاوا یوشینوبو، نامزدی تروکو به هم خورد و در خانواده به عنوان «تراژدی پرنسس تروکو» به ارث رسید. در زمان نامزدی آنها، انتظار می‌رفت که یوشینوبو شوگون بعدی باشد و تروکو به این نامزدی افتخار می‌کرد، اما به دلیل زخم‌های آبله روی صورتش مجبور به ترک ازدواج شد. برای اشراف یا اربابان فئودال، به هم زدن نامزدی پس از قطعی شدن آن آسان نبود، بنابراین خاندان ایچیجو تصمیم گرفتند از جایگزینی برای تروکو استفاده کنند. از آنجایی که خواهر کوچکترش (که بعدها ایچیجو میکاکو شد) هنوز کودک بود، آنها به سرعت ایچیجو میکاکو، دختر ایمادگاوا کینیسا، که همسن تروکو بود، را به فرزندی پذیرفتند و لباس‌ها و لوازم عروسی را که برای تروکو آماده شده بود، به او دادند. طبق افسانه‌ای که توشیکو شنیده است، تروکو، در ناامیدی، بعداً در حالی که از یوشینوبو و میکاکو متنفر بود، خودکشی کرد و خانواده مخفیانه شایعه کردند که همه فرزندان میکاکو در جوانی مرده‌اند و ملکه شوکن به دلیل روحیه انتقام‌جوی تروکو قادر به بچه‌دار شدن نیست. برای آرام کردن روح تروکو، خانواده توکوگاوا جایگزینی برای روح او (میتاماشیرو) از خانواده ایچیجو سفارش دادند و آن را تقدیس کردند، اما ۸۰ سال بعد، توشیکو آن را به خاندان ایچیجو بازگرداند.